# Megaselia raetica
Megaselia raetica är en tvåvingeart som beskrevs av Schmitz 1934. Megaselia raetica ingår i släktet Megaselia och familjen puckelflugor. Arten är reproducerande i Sverige. Inga underarter finns listade i Catalogue of Life.